# Palau de Vidre (Lleida)
El Palau de Vidre és un pavelló firal d'estil brutalista que es troba als Camps Elisis de Lleida. Construït l'any 1965 sobre un antic estany, va ser dissenyat per l'enginyer Josep Maria Cots com una estructura de formigó oberta a l'exterior, originalment sense cap vidre, per a mostrar productes de la Fira Agrària de Sant Miquel.
A causa del seu estat d'abandonament va ser reformat íntegrament el 2025. Consta d'una planta baixa semisoterrada amb una superfície de 2.500 m2 i d'una primera planta amb la mateixa superfície que disposa d'una sala polivalent amb capacitat per a 230 persones assegudes.